# 야생마와 죄수
야생마와 죄수(Mustang)는 미국에서 제작된 로르 드 클레르몽-토네르 감독의 2019년 드라마 영화이다. 코니 브리튼 등이 주연으로 출연하였다.

## 출연

### 주연
- 코니 브리튼
- 브루스 던
- 마티아스 쇼에나에츠

### 조연
- 조쉬 스튜어트
- 제이슨 밋첼

## 제작진
- 공동각본: 모나 파스트볼드